# آزاد بالا
آزاد بالا (به ترکی آذربایجانی: Aza) یک منطقهٔ مسکونی در جمهوری آذربایجان است که در شهرستان اردوباد واقع شده‌است. آزاد بالا ۴۴۲ نفر جمعیت دارد.